# Marcus Tullius Cicero (consul en -30)
Pour les articles homonymes, voir Cicéron (homonymie).
Marcus Tullius Cicero Minor ou Cicéron « le Jeune » (né en 65 av. J.-C. ou en 64 av. J.-C., mort après 25 av. J.-C.) est le fils de l'orateur et homme d'État romain Cicéron. Il est consul suffect en l'an 30 av. J.-C. au lendemain de la dernière Guerre civile de la République romaine.
Même s'il ne jouit pas de la même renommée que son père, Cicéron le Jeune se distingue par son action militaire, « se sentant plus soldat que philosophe ».

## Biographie

### Naissance et famille
Il est peut-être né pendant l'été 65 av. J.-C., apparemment le jour même où Lucius Iulius Caesar et Caius Marcius Figulus sont élus consuls pour l'année à venir, c'est-à-dire au mois de juillet (les élections ont en théorie lieu six mois avant l'entrée en fonction le 1er janvier). En 63 av. J.-C., lors de son consulat, Cicéron évoque son fils « au berceau » dans le IVe Catilinaire. Il est donc né en juillet 65 ou pendant l'année 64 av. J.-C.
Son père est Cicéron, célèbre orateur et homme d'état de la fin de la République romaine. Sa mère est la riche et aristocratique Terentia. Le couple a eu un premier enfant vers 79/76 av. J.-C., Tullia Ciceronis, qui décède en l'an 45 av. J.-C.

### Jeunesse
Son père se réfère souvent à lui en termes affectueux dans sa correspondance et le jeune Cicéron l'accompagne en Cilicie en l'an 51 av. J.-C. lorsqu'il est nommé proconsul de cette province. À l'automne, il est envoyé avec son cousin Quintus, fils du frère cadet de son père, Quintus Tullius Cicero aussi présent en Cilicie en tant que légat de son frère, pour une visite au roi de Déiotaros de Galatie. Une alliance sera nouée avec lui,.
Ils retournent en Italie à la fin de l'an 50 av. J.-C. Lorsque la guerre civile entre César et Pompée éclate, il est d'abord à Rome avec sa mère, sa sœur et son cousin, et sont parmi les derniers à quitter la ville avant l’arrivée de Jules César. Il est prévu d'envoyer les deux jeunes cousins en Grèce, afin d'y étudier, mais seulement si Pompée s'y rend. Le jeune Cicéron est investi peu de temps après de la toge virile à Arpinum, au mois de mars 49 av. J.-C.

### Début de carrière
Dès le début le jeune Cicéron veut poursuivre une carrière militaire. Il se rend en Grèce dans le courant de l'année 49 av. J.-C. alors qu'il n'a que seize ans et reçoit le commandement d'un escadron de cavalerie dans l'armée de Pompée,.
Après la déroute de Pompée à la bataille de Pharsale en 48 av. J.-C., où il semble présent, il rejoint à Patras son père, son oncle et son cousin. Jules César autorise Cicéron à rentrer en Italie, ce qu'il fait en se rendant à Brindes, où il reste jusqu'au retour de César d'Orient l'année suivante,.
Il est élu pour l'année 46 av. J.-C., avec son cousin Quintus et un certain Marcus Caesius, pour le poste d'édile d'Arpinum.
S'ennuyant probablement en Italie aux côtés de son père, il exprime au printemps de l'an 45 av. J.-C. le désir de se rendre en Hispanie pour participer à la campagne de César contre les fils de Pompée. Son père le convainc d'abandonner ce projet,.
Cicéron l'envoie alors à Athènes pour poursuivre ses études et étudier la philosophie sous la direction de Cratippe. Il y côtoie d'autres jeunes gens de grandes familles romaines parrainés par son père, tel que Marcus Valerius Messalla Corvinus ou encore Horace. Alors qu'il est à Athènes, il écrit une lettre à Tiron, l'esclave secrétaire de Cicéron, dans laquelle il dit pratiquer la déclamation en grec avec Gorgias, mais doit arrêter sur demande de son père. Il prend ensuite des leçons d'élocution en grec avec Cassius Longinus et en latin avec Junius Brutus, les deux principaux conspirateurs dans l'assassinat de Jules César qui se sont rendus en Grèce après la mort du dictateur afin d'obtenir des soutiens dans leur guerre contre le futur second triumvirat,,. Il reste à Athènes après la guerre civile de Modène sur demande de son père.
Son père lui a dédié par ailleurs De partitionibus oratoriae écrit probablement en 46 av. J.-C., petit traité sur la technique oratoire qui explique à son fils la construction de discours, puis De officiis, manuel de préceptes de conduite, véritable legs moral d'un père à son fils. Cicéron prépare l'avenir et projette que son fils vivra dans une cité libre.

### Proscrit
Il se trouve à Athènes lorsque son père est proscrit puis assassiné par les sbires de Marc Antoine en 43 av. J.-C. Il échappe ainsi à la répression touchant également son oncle Quintus Tullius Cicero et son cousin, exécutés. Il se décide dès lors de s'allier à Cassius Longinus et Junius Brutus qui lui donnent un commandement militaire afin de l'aider à sécuriser le territoire grec et l'élèvent au rang de tribun militaire. Il réussit à vaincre une légion commandée par un lieutenant d'Antoine et par ailleurs à capturer Caius Antonius, parmi d'autres services rendus au cours de la campagne de Macédoine. Le frère d'Antoine est exécuté peu après sur ordre de Brutus en signe de représailles pour la mort de Cicéron.
Après la défaite des Républicains lors de la bataille de Philippes en 42 av. J.-C., il fuit en compagnie de Cassius Parmensis pour rejoindre plus tard Sextus Pompée en Sicile. Il profite ensuite de la restituo qui amnistie les proscrits à la suite de la paix de Misène en 39 av. J.-C.

### Sous Octavien/Auguste
Il retourne alors à Rome et vit dans la retraite et l'obscurité jusqu'à ce qu'Octavien, peut-être pris par les remords liés à l'assassinat de Cicéron, le fasse admettre dans le collège des augures.
Il est possible également qu'il ait participé à la campagne d'Octavien contre les Iapodes en Illyrie en 35 av. J.-C. Il pourrait avoir participé à l'assaut contre la ville de Métoulon aux côtés d'Agrippa et d'Octavien au cours duquel ce dernier fut blessé durant les combats. Malheureusement, ce n'est pas certain car le texte d'Appien est peut-être corrompu,. 
Il devient consul suffect aux côtés d'Octavien en septembre de l'an 30 av. J.-C., au lendemain de la dernière Guerre civile de la République romaine. Sans doute pas par simple coïncidence, c'est par conséquent lui qui est chargé d'annoncer au Sénat la mort de Marc Antoine qui, treize ans plus tôt, avait fait assassiner son père. En tant que consul, il initie plusieurs décrets révoquant tous les honneurs passés d'Antoine, la destruction de toutes ses statues et effigies et décrète que plus aucun membre de la gens Antonia ne pourra porter le praenomen Marcus.
Afin de consolider l'autorité d'Octavien sur les territoires anciennement contrôlés par Antoine, il est nommé gouverneur d'Asie ou de Syrie dans une période comprise entre 28 et 25 av. J.-C. Il n'apparaît ensuite plus dans les sources,,,,.